# Sorsajärvi (Valtimo, Norra Karelen, Finland)
Sorsajärvi är en sjö i Finland. Den ligger i kommunen Valtimo i landskapet Norra Karelen, i den centrala delen av landet, 400 km nordost om huvudstaden Helsingfors. Sorsajärvi ligger 108 meter över havet. Den ligger vid sjön Haapajärvi. I omgivningarna runt Sorsajärvi växer i huvudsak blandskog. Den är 2,1 meter djup. Arean är 33,1 hektar och strandlinjen är 3,95 kilometer lång. Sjön  ingår i Vuoksens huvudavrinningsområde. 